# Zenophleps victoria
Zenophleps victoria là một loài bướm đêm trong họ Geometridae.